# 诺津噬菌体目
诺津噬菌体目（学名：Norzivirales）为轻噬菌体纲的一个目。

## 下级分类
本目包括以下科：
- 阿特金斯病毒科 Atkinsviridae
- 杜因病毒科 Duinviridae
- 菲尔斯噬菌体科 Fiersviridae ，菲尔斯病毒科
- 索尔斯皮格曼病毒科 Solspiviridae